# Herpetogramma debressyi
Herpetogramma debressyi là một loài bướm đêm trong họ Crambidae.